# 李光宸
李光宸（1527年—？），字仲熙，廣東廣州府南海縣人，民籍，明朝政治人物。

## 生平
嘉靖二十八年（1549年）己酉科廣東鄉試第六十一名舉人。嘉靖二十九年（1550年）聯捷會試第一百一十四名，登二甲第十七名進士。官户部主事，擢升浙江台州府知府，嘉靖三十六年（1557年）任福建漳州府知府，四十三年三月被科道纠拾，冠帶閑住。

## 著作
- 《游小金山》

妙高台古瞰江流，计吏来登匪浪游。
郁水鼋鼍川上奋，宝陀岩岫槛前收。
莺花浃叠催征斝，云树空濛送去舟。
箧里长杨知有赋，便应携向凤凰楼。

## 家族
曾祖李鮮；祖父李齊；父李紹敏，母梁氏。重庆下。兄李光宙（贡士）、弟光宅、光宰、光宁、光寮、光賓、光寀。